# Conscience et Impact Écologique
 (juin 2022).
 (août 2022).
Conscience et Impact Écologique ou CIE est une association française d'éducation populaire à la transition écologique.

## Activités
L'éducation populaire à la transition écologique prend plusieurs formes avec CIE. La première est la sensibilisation via des présentations avec temps d'échange et ateliers pratiques chez tout type de structure (écoles primaires, collèges, lycées, campus universitaires, structures sociales, entreprises, festivités, particuliers), et sur différentes thématiques liées à l'écologie,. En 2020, plus de 1 500 interventions de ce type ont été réalisées sur 6 départements français. 
Depuis 2016, CIE accompagne des restaurateurs vers une démarche plus écologique en partenariat avec la Métropole de Lyon,,.
CIE mène aussi des actions de terrain plus concrètes, comme des ramassages de mégots,, des ramassages de déchets en kayak sur la Saône, ou encore des gratiférias,,.
Depuis 2021, CIE s'est associé avec les éditions Magnard pour concevoir des cahiers de vacances qui sensibilisent les enfants à leur environnement,.

## FestivalPlanet Needs You
Chaque année depuis 2018, CIE organise le festival Planet Needs You où a été invité notamment Erwan Lecœur.